# چانگ ای ۱
چانگ ای ۱ چینی ساده شده: 嫦娥 一号؛ چینی سنتی: 嫦娥 一號؛ پینیین: Cháng'é yī hào) و (انگلیسی: Chang'e 1) یک فضاپیمای رباتیک بدون سرنشین و مدارگرد در مدار ماه، بخشی از مرحلهٔ اول کاوش ماه چین بود. این سفینهٔ فضایی به نام الههٔ ماه چینی، چانگ ای (Chang'e) نامگذاری شد.
چانگ ای ۱ در ۲۴ اکتبر ۲۰۰۷ ساعت 10:05:04 UTC از مرکز پرتاب ماهواره شیچانگ راه‌اندازی شد. در ۳۱ اکتبر مدار انتقال ماه را ترک کرد و در ۵ نوامبر وارد مدار ماه شد. نخستین تصویر ماه در ۲۶ نوامبر ۲۰۰۷ منتشر شد. در ۱۲ نوامبر ۲۰۰۸، نقشه ای از کل سطح ماه منتشر شد که از داده‌های جمع‌آوری شده توسط Chang'e 1 بین نوامبر ۲۰۰۷ و ژوئیه ۲۰۰۸ تولید شده‌است.
این مأموریت برای مدت یک سال پیش‌بینی شده‌بود، اما این مدت بعداً تمدید شد و فضاپیما تا ۱ مارس ۲۰۰۹ که از مدار خارج شد، کار کرد. این مدارگرد در ساعت ۰۸:۱۳ ساعت محلی UTC به سطح ماه برخورد کرد.
داده‌های جمع‌آوری شده توسط چانگ ای ۱ برای ایجاد یک نقشهٔ سه‌بعدی دقیق و با وضوح بالا از سطح ماه استفاده شد. چانگ ای ۱ اولین کاوشگر ماه بود که با استفاده از رادیومتر مایکروویو، سنجش از راه دور مایکروویو غیرفعال، چند کاناله ماه را انجام داد.
کاوشگر مداری خواهر آن چانگ ای ۲ در اول اکتبر ۲۰۱۰ پرتاب شد.